# Borderlands 2
『Borderlands 2』（ボーダーランズ ツー）はGearbox Softwareが開発し、2K Gamesが発売しているゲームである。FPSにRPGの要素を取り入れて大ヒットした『Borderlands』の続編である。
プレイヤーは前作同様、惑星パンドラの4人のVaultハンターのうちの1人となり、ストーリーミッションと任意のサイドミッションをクリアしていく。また、オンラインCo-op、武器やシールドなどのランダムに生成される戦利品、RPG的なキャラクター成長要素など特徴的なゲームプレイ要素やゲーム内の設定、キャラクターの多くなどが前作から引き継がれている。なお、PC版には画面分割Co-opは実装されていない。
このゲームは2012年9月18日の発売以後、批評家から大絶賛を受けた。その後、本作ではダウンロードコンテンツ（DLC）やシーズンパスがリリースされている。また2014年には、それまでのDLCを収録した「ゲーム・オブ・ザ・イヤー・エディション」が発売された。その後もヘッドハンターパックなどのDLCが続けて公開されたため、GOTYエディションには含まれていないコンテンツも存在する。
2014年には、本作の外伝である『Borderlands: The Pre-Sequel』、『Tales from the Borderlands』が発売された。『The Pre-Sequel』は前作ストーリー後にHyperion社が台頭するに至った一連の事件や本作の敵役であるハンサム・ジャックの過去をHyperion社側の傭兵の視点で描いた物語であり、『Tales from the Borderlands』はHyperion社に勤めていた社員の視点から本作と『Borderlands 3』の間の出来事をアドベンチャーゲームの形で複数のエピソードに分けて描いた物語である。
さらに2015年には、次世代機であるPS4とXbox One向けに、外伝の「Borderlands: The Pre-Sequel」との2本立てで「ダブルデラックス・コレクション（ハンサム・コレクション）」がリリースされた。こちらにはGOTYエディションに含まれなかったDLCも収録されているが、ハンサム・コレクションのリリース後に公開されたDLCは含まれていない。
2019年9月13日には、本作の続編である『Borderlands 3』が発売された。これを記念して同年6月10日には本作のDLC第5弾が新たに公開されることとなり、7月9日まで約1か月の期間限定で無料配布が行われた。

## 概要
本作はRPG的な要素を含むFPSであり、Gearboxは本作のジャンルを「ロールプレイングシューター」と呼んだ。
ゲームの初回開始時に、それぞれ特有のスキルと武器への適性を持つ4人のキャラクターの中から1人を選択する 。この後、NPCかバウンティボードを通して受注できるミッションをこなしていく。固定の報酬として経験値やお金、ミッションによっては装備アイテムがもらえる。また、敵を倒すことでも経験値を取得でき、同時に後述のシステムで生成された装備アイテムがドロップすることもある。一定量の経験値を溜めることで自動的にレベルアップし、獲得したスキルポイントを各キャラクターごとにそれぞれ特化した3種類のスキルツリーに配置できる。なお、レベルには上限が設定されており、獲得できるスキルポイントの総量よりもスキル解放に必要なポイントの総量の方が多いため、同じキャラクターでもプレイヤーごとに違ったスキル構成になることが多い。獲得したスキル、および消費したスキルポイントは、各地の設備にアクセスしお金を支払うことでいつでもリセットできる。リセットに必要な金額はキャラクターのレベルによって変動し、高レベルになるほど高額になる。
前作と同様本作では、倒した敵が落としたり、宝箱の中から見つけたり、ミッションの報酬で獲得する武器やその他装備アイテムの性能がランダムに生成されるルートシステムを採用している。プロデューサーのランディ・ピッチフォード氏は、前作のランダム生成システムが1775万種類の銃を作り出せたが、本作でのバリエーションはさらに広がると断言した。

## ストーリー
エイリアンの遺産である「ザ・ヴォルト」（The Vault）と呼ばれる宝物があるとされた惑星「パンドラ」（Pandora）。パンドラに降り立った4人のVaultハンターの活躍によりThe Vaultは開かれ、そこからはイリジウム（Eridium）と呼ばれる新たな物質が大量に発見された。

それから数年後…。

武器製造会社でもあるハイペリオン社（Hyperion）の社長ハンサム・ジャック（Handsome Jack）は、ある目的のためにパンドラ全土においてイリジウムをかき集めようとしていた。Hyperionはイリジウム入手のためには手段を選ばず、邪魔をする者は次々と排除していったのである。生き残ったVaultハンターやBandit、Lancerなど、かつては敵同士だった者たちは手を組み、元Vaultハンターのローランド（Roland）をリーダーとしたクリムゾン・レイダース（Crimson Raiders）を結成し、採鉱船サンクチュアリ（Sanctuary）を拠点としてHyperionに抵抗を続けていた。

そんな時、別の新たなVaultハンターたちがパンドラに降り立った。彼らはそれぞれある目的のために、何かに導かれるようにパンドラへとやってきたのだ。

パンドラを舞台に、また新たな戦いが始まった。

## キャラクター
デフォルトでは4つのクラスから選択するが、DLCによって新たなクラスが追加された。前作ではほとんど語られることのなかったプレイヤーキャラクターのバックストーリーは、エコーログによって知ることができるようになった。個性の強いキャラが多いボーダーランズの世界では、同性愛者やバイセクシャルも少なからず登場する。

### プレイヤーキャラクター
アクストン（Axton）
声：山本兼平
固有スキル：サーベルタレット 2.0
タレット展開能力を持つ、前作のローランドに相当するコマンドークラスのキャラクター。
スキル次第では、同時に2つのサーベルタレットを出したり、サーベルタレットからロケット弾を発射することができるようになる。
また、エクスプローシブ属性の武器を強化するスキルを持つ。最もバランスの良いキャラクター。
サルバドール（Salvador）
声：奈良徹
固有スキル：ガンザーキング
ガンザーカーと呼ばれるクラスのキャラクターで、デフォルトキャラの中では最も小柄。しかし屈強な身体を持ち、両手で2挺の銃を使用できる固有スキルのガンザーキングを持つ。武器の組み合わせに制限はなく、スナイパーライフルやロケットランチャーを2挺持つことも可能。
ガンザーキング中は銃のスコープやサイトを使用できなくなるが、両手で同時に銃を撃てることに加えて、ライフ回復、ダメージ軽減、弾薬の自動補給といった効果を得られる。
マヤ（Maya）
声：木下紗華
固有スキル：フェーズロック
前作のリリスと同じ、宇宙に同時に6人しか存在しないセイレーンの中の1人。
フェーズロックは敵を空中に拘束して行動不能にするスキルで、短時間だが一方的に有利な時間を作れる。スキル次第では、拘束する代わりに洗脳して囮にしたり、拘束しながら多重属性ダメージを与えたりすることも可能。
また、ライフを回復させるスキルを豊富に持ち、倒れた味方を即座に復活させるスキルも持つため、チームプレイで頼りになる。
ゼロ（Zer0）
声：名村幸太朗
固有スキル：デセプション
忍者がモチーフのキャラクター。クラスはアサシン。素顔や経歴は一切不明。
固有スキルのデセプションは、ホログラムの囮を出して自身は透明化し、攻撃に強力なダメージボーナスを得られるスキル。
狙撃や背後からの攻撃といった、不意打ちの形になる攻撃を強化するスキルが豊富。近接攻撃に特化したスキルツリーも持つ。
外伝の『Tales from the Borderlands』にも登場。
ゲイジ（Gaige）
声：笠原あきら
固有スキル：デストラップ
ダウンロードコンテンツで追加されたキャラクターで、クラス名はメクロマンサー。
固有スキルのデストラップは自作のロボットを出現させ敵を攻撃させる。
ショック属性の攻撃を強化するスキルを持つほか、射撃の精度と引き換えにダメージを向上させるスキルも持つ。
クリーグ（Krieg）
声：浜田賢二
固有スキル：バズ アックス ランペイジ
ダウンロードコンテンツで新たに追加された6人目のプレイヤーキャラクター。BanditからVaultハンターに転身を遂げたサイコ（Psycho）である。
敵としても登場するPsychoのようにテンションが高く物騒な言動が目立つが、公式トレーラーやゲーム中に往々にして疲れた様子の声で呟くことがあり、二重人格を持っていることが仄めかされている。
固有スキルのバズ アックス ランペイジの発動中は攻撃方法が近接攻撃もしくはバズアックス投擲のみとなるが、攻撃力の大幅ボーナスやキル時にライフを回復などの恩恵を得られる。
主に近接を強化するスキル、自分が炎上していると様々な強化を受けるスキルなどを持っているが、スキルによっては近接で時折自分を攻撃したり味方からの攻撃でダメージを受けてしまうなど一癖も二癖もあるキャラクターとなっている。

### ノンプレイヤーキャラクター
ハンサム・ジャック（Handsome Jack）
声：木下浩之
Hyperionの社長で、今作の黒幕。目的のためなら手段を選ばない悪党。元々はHyperionに所属する冴えないプログラマーであったが、外伝『Borderlands: The Pre-Sequel』におけるある一件をきっかけに成り上がった。

#### 前作プレイヤーキャラクター
ローランド（Roland）
声：平川大輔
前作のVaultハンター「ソルジャー」。今作ではCrimson Raidersのリーダーになっている。
リリス（Lilith）
声：今井麻美
前作のVaultハンター「セイレーン」。宇宙に同時に6人しか存在しないセイレーンの中の1人。Crimson Raidersの主要メンバー。Hyperion社の公式発表では死んだことになっているが……。
モーデカイ（Mordecai）
声：山本匠馬
前作のVaultハンター「ハンター」。愛鳥ブラッドウィングを従えるスナイパー。現在は飲んだくれている。
外伝の『Tales from the Borderlands』にも登場。
ブリック（Brick）
声：間宮康弘
前作のVaultハンター「バーサーカー」。元はCrimson Raidersの一員だったが、そりが合わずに袂を分かった。
外伝の『Tales from the Borderlands』にも登場。

#### サポートキャラクター
CL4P-TP
声：高木渉
前作に引き続き登場したBorderlandsシリーズのマスコットキャラクターで、皆からはClaptrapと呼ばれている。
Pandoraの他のCL4P-TPは破壊され尽くし、本作においては彼がCL4P-TPの最後の1体となってしまっている。
今作もプレイヤーの案内役を担い、様々なクエストに関わっていく。
エンジェル（Angel）
声：日高里菜
前作にも登場した女性の映像で、今作もプレイヤーに助言をしてくれる。前作では謎の存在だったが、彼女の正体は今作で明らかになる。

#### Sanctuaryの住人
サー・ハマーロック（Sir Hammerlock）
声：赤城進
今作から登場の（自称）紳士。動物学者で、Pandoraの生物を研究している。DLC第3弾の案内役も務める。
Thresherに片腕と片足を食われ、義手と義足を付けている。
プレイヤーがPandoraで初めて出会う人間のキャラクターで、少なくとも序盤は、Pandoraの住人としては良識のある人間に見える。
ゲイである。
外伝『Borderlands: The Pre-Sequel』のDLCには、姉のLady Aurelia（レディー・オーレリア）が出てくる。
モクシー（Mad Moxxi）
声：橘U子
前作から続投の酒場のママ。Sanctuaryの他、複数の地域で酒場を開いている。Pandoraのセックスシンボル。バイセクシャルで子沢山。
前作DLC第2弾のコロシアムの主催者でもあったが、Handsome Jackに破壊されてしまっている。そのため、今作DLC第2弾では新たな闘技場を手に入れようと裏で画策している描写がある。
過去に少なくとも3度の離婚歴があり、そのうちの一人は武器商人のMarcus。また、MordecaiやHandsome Jackとも付き合っていたことがある。エリーやスクーターの母親でもあり、年齢不詳。
タニス（Patricia Tannis）
声：武田華
前作から続投の科学者・考古学者でVault研究の第一人者。有能ではあるものの、異常な人見知りや妄想癖など、精神的に不安定な女性。
元々はDahl社の研究者としてPandoraにやってきたが、Dahl社が引き揚げを決めた時点でVaultの存在を確信できていたため、残って研究を続けた。前作では、「研究の過程で仲間を失い、自らの命も危険に晒されるなど過酷な環境に置かれたことで、正気が失われていく」という様子がエコーで語られている。
今作では人の多いSanctuaryで苦労しながら暮らしているが、Rolandへの信頼のようなものがわずかに見られる。
マーカス（Marcus Kincaid）
声：青山穣
前作から続投の武器商人。武器・弾丸系の自販機を管理している。OPなどの語り部も務める。非常にケチであくどい商売人。
Moxxiの元夫。前作のDLCでTannisを口説いたこともある。
ドクター ゼッド（Dr. Zed）
声：梶川翔平
前作から続投の無免許医。回復系アイテムなどを購入できる自販機を管理している。
さまざまな（あまりまともとはいえない）実験や研究を行っており、関連のクエストをプレイヤーに依頼してくる。
Dr.Ned（ドクターネッド）という名前の双子の弟がいるらしい。
今作のDLCでタニスを口説こうとしている。
スクーター（Scooter）
声：後藤敦
前作から続投のメカニック。車両生成端末Catch-A-Rideを管理している。Sanctuaryの整備なども行っているようだ。
一流の技術者だが、女性関係はからきし。Moxxiの息子で、Ellieの兄。
外伝の『Tales from the Borderlands』にも登場。

#### その他
タイニー ティナ（Tiny Tina）
声：春井柚佳
まだ少女だが、Pandoraイチ危険な13歳。爆弾の扱いに長けている。
狂気の見え隠れする彼女の言動・人格のルーツは、作中のいくつかのサブクエストで語られている。
DLC2にも登場するほか、DLC4ではメインの案内役を務める。
エリー（Ellie）
声：内田愛美
The DustでCatch-A-Rideを営むメカニック。130kgを超える巨体の女性。Moxxiの娘でScooterの妹。
母親が容姿について口出ししてくるのを嫌がり、Sanctuaryを飛び出して独立した。また、兄のシスコンを心配して距離を置いたとも語っている。DLC4にも登場。
マイケル（Michael Mamaril）
Sanctuaryにまれに現れるVaultハンターで、幸運にも会うことができればレア度の高い武器を譲ってくれる。Michaelは実在した人物で、前作『Borderlands』の大ファンだったが、癌で22歳という若さで世を去ってしまう。彼の友人がそのことをGearboxに伝えたところ、スタッフの計らいによってゲーム内に登場することになった。
HyperionのNew-U STATION
声：武田華
Pandora各地に設置された機械端末。プレイヤーが死亡した際の復帰ポイントになる他、セーブポイントとしても機能する。ファストトラベル機能を併せ持つタイプもある。
復帰時に流れるオペレーターの音声曰く、利用者の情報のバックアップを基にクローンを作っているらしい。
前作ではDahl社製のものが各地に設置されていたのだが、Hyperion社の台頭によって多くが置き換わってしまったようである。

#### DLC関連
シェード（Shade）
声：ヤスヒロ
DLC第1弾に登場。Oasisで最初に遭遇するNPC。陽気なキャラクターだが、実は深刻な脱水症状であり、せん妄状態であるがゆえ多重人格。
外伝の『Tales from the Borderlands』にも登場。
キャプテン・スカーレット（Captain Scarlett）
DLC第1弾に登場。Captain Bladeの遺した秘宝を探す女海賊。左手はいかにも海賊という鉤爪（義手？）で、右足は金属製らしい義足。
サバサバとした性格の持ち主だが、やることがかなりえげつない。
ミスター・トーグ（Mr.Torgue）
声：相馬康一
DLC第2弾に登場。実際に姿を見せはしないが、エコーを通して案内役と実況を務める。DLC第4弾にも登場する。
Torgue社の創設者で社長。無類の爆発マニア。とてもうるさいマッチョ。
暴言がひどすぎるため、株主から専用の検閲器を取り付けさせられているらしい。
DLC第4弾
外伝の『Borderlands: The Pre-Sequel』にも登場。
ピストン（Piston）
DLC第2弾に登場。トーナメントの参加者で現在第1位。ガチムチの屈強な男。
大会参加のためにスポンサーを必要とするプレイヤーに、その役を買って出るが……。
プロフェッサー ナカヤマ（Professor Nakayama）
声：チョー
DLC第3弾に登場。Hyperionの研究者。Jackに対して異常な敬意を抱いている。
プレイヤーたちは単にハンティングにやってきただけなのに、自分を追ってきたと勘違いして絡んでくる。
外伝の『Borderlands: The Pre-Sequel』、『Tales from the Borderlands』にも登場。

## 評価
Borderlands2は批評家から大絶賛を受けた。レビューをまとめているウェブサイトen:GamerankingsとMetacriticはPlayStation 3版に90.50%と91/100点を与え、 PC版には90.10%と89/100点を与え、Xbox 360版には89.26%と89/100点を与えた。 IGNはこのゲームにあ10点中9.0点を与え、このゲームのユーモアのセンスとRPGのシステムに感嘆すると同時に意義のあるビジュアルのカスタマイズとCO-OPプレイ時の戦利品の共有がないと失望を禁じ得なかった。このゲームはプレイにざっと30時間かかり、何度もプレイすることにも価値があるだろうと述べた。 IGNはまた2012年度ゲーム・オブ・ザ・イヤーの10本のファイナリストの一つとしてこのゲームをノミネートした。 Game Informerは10点中9.75点のスコアを与え、このゲームは今世代のコンソールで「もっとも賞賛に値するゲーム体験」の一つであると主張した。
Borderlands 2は2012年9月の発売から合計500万本以上を出荷した2012年で最も売れたゲームの一つである。

Borderlands 2は2012年度のSpike TV Video Game Awardsの「Best Xbox 360 Game」と「Best PS3 Game」、「Best Shooter」、「Best Multiplayer Game」、「Best DLC」(Mecromancer Pack)の5つの賞にノミネートされた。俳優のデイモン・クラークもハンサム・ジャック役で「Best Performance By a Human Male」部門にノミネートされた。最後に、Clap Trapが読者が選ぶ「Character of the Year」部門に入った。